# Records de Biélorussie d'athlétisme

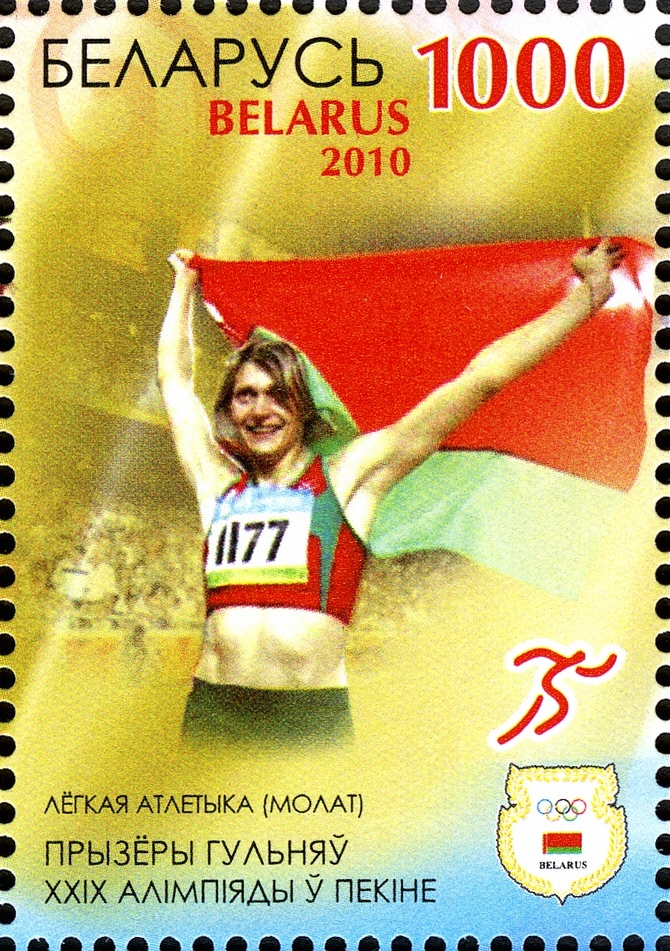
Aksana Miankova, championne olympique et détentrice du record de Biélorussie du lancer du marteau.

Les records de Biélorussie d'athlétisme sont les meilleures performances réalisées par des athlètes biélorusses et homologuées par la Fédération biélorusse d'athlétisme (BFLA).

## Plein air

### Hommes
| Épreuve              | Record | Athlète                                                                                     | Date                         | Compétition                            | Lieu                 | Réf.          |
| -------------------- | --- | ------------------------------------------------------------------------------------------- | ---------------------------- | -------------------------------------- | -------------------- | ------------- |
| 100 m                | 10 s 27 (+0,9 m/s) | Sergey Kornelyuk                                                                            | 28 mai 1994                  |                                        | Biała Podlaska       |               |
| 200 m                | 20 s 63 (+1,7 m/s) | Aleksandr Starovoitov                                                                       | 11 juin 1988                 | Mémorial Znamensky                     | Leningrad            |               |
| 400 m                | 45 s 43 | Aliaksandr Linnik                                                                           | 20 juin 2015                 | Championnats d'Europe par équipes      | Tcheboksary          | [ 1 ]         |
| 800 m                | 1 min 44 s 43 | Anis Ananenka                                                                               | 10 juillet 2013              | Mémorial István Gyulai                 | Budapest             | [ 2 ]         |
| 1 500 m              | 3 min 35 s 73 | Illia Karnavukhau                                                                           | 17 août 2022                 | Championnats de Biélorussie            | Minsk                | [ 3 ]         |
| 3 000 m              | 7 min 46 s 3 | Aleksandr Fedotkin                                                                          | 24 juin 1978                 |                                        | Vilnius              |               |
| 5 000 m              | 13 min 17 s 66 | Aleksandr Fedotkin                                                                          | 10 juillet 1979              |                                        | Budapest             |               |
| 10 000 m             | 27 min 41 s 89 | Aleksandr Fedotkin                                                                          | 4 septembre 1979             | Mémorial Van Damme                     | Bruxelles            |               |
| Semi-marathon        | 1 h 2 min 32 s | Viktor Mosgovoy                                                                             | 4 octobre 1992               |                                        | Bréda                | [ 4 ]         |
| Semi-marathon        | 1 h 2 min 48 s | Azat Rakipov                                                                                | 12 novembre 2005             | Koscianski                             | Koscian              | [ 6 ]         |
| Marathon             | 2 h 10 min 58 s | Vladimir Kotov                                                                              | 24 mai 1980                  | Championnats d'URSS                    | Moscou               | [ 7 ]         |
| 110 m haies          | 13 s 36 (+0,3 m/s) | Maksim Lynsha                                                                               | 15 août 2012                 | DécaNation                             | Albi                 | [ 8 ]         |
| 110 m haies          | 13 s 30 (+0,3 m/s) | Vitali Parakhonka                                                                           | 25 juin 2021                 | Championnats de Biélorussie            | Minsk                | [ 9 ]         |
| 400 m haies          | 47 s 92 | Aleksandr Vasilyev                                                                          | 17 août 1985                 | Coupe d'Europe                         | Moscou               |               |
| 3 000 m steeple      | 8 min 25 s 2 | Aleksandr Vorobey                                                                           | 6 juillet 1980               | Mémorial Znamensky                     | Moscou               |               |
| Saut en hauteur      | 2,37 m | Maksim Nedasekau                                                                            | 6 juillet 2021 1er août 2021 | Mémorial István Gyulai Jeux olympiques | Székesfehérvár Tokyo | [ 10 ] [ 11 ] |
| Saut à la perche     | 6,00 m | Dmitri Markov                                                                               | 20 février 1998              |                                        | North Shore City     |               |
| Saut en longueur     | 8,33 m (+0,4 m/s) | Aliaksandr Hlavatski                                                                        | 7 août 1996                  |                                        | Sestrières           |               |
| Triple saut          | 17,77 m (+1,0 m/s) | Aleksandr Kovalenko                                                                         | 18 juillet 1987              | Championnats d'URSS                    | Briansk              | [ 12 ]        |
| Lancer du poids      | 22,09 m | Sergey Kasnauskas                                                                           | 23 août 1984                 |                                        | Minsk                |               |
| Lancer du disque     | 69,44 m | Georgiy Kolnootchenko                                                                       | 3 juillet 1982               |                                        | Indianapolis         |               |
| Lancer du marteau    | 84,90 m | Vadzim Dzeviatouski                                                                         | 22 juillet 2005              |                                        | Brest                |               |
| Lancer du javelot    | 87,53 m | Aliaksei Katkavets                                                                          | 8 février 2022               | Coupe nationale des lancers longs      | Minsk                | [ 15 ]        |
| Décathlon            | 8 735 pts | Eduard Hämäläinen                                                                           | 28–29 mai 1994               | Hypo-Meeting                           | Götzis               |               |
| Décathlon            | 10 s 50 (+2,1 m/s) (100 m), 7,26 m (+1,0 m/s) (longueur), 16,05 m (poids), 2,11 m (hauteur), 47 s 63 (400 m) / 13 s 82 (-3,0 m/s) (110 m haies), 49,70 m (disque), 4,90 m (perche), 60,32 m (javelot), 4 min 35 s 09 (1 500 m) |                                                                                             |                              |                                        |                      |               |
| 20 km marche (route) | 1 h 18 min 12 s | Artur Meleshkevich                                                                          | 10 mars 2001                 |                                        | Brest                |               |
| 50 km marche (route) | 3 h 40 min 2 s | Aliaksandr Patashou                                                                         | 27 mai 1990                  | Championnats d'URSS                    | Moscou               |               |
| 50 km marche (route) | 3 h 37 min 36 s | Yevhen Ivchenko                                                                             | 23 mai 1980                  | Championnats d'URSS                    | Moscou               | [ 16 ]        |
| 4 × 100 m            | 39 s 44 | Équipe nationale Andrei Cherkashin Aleksandr Starovoitov Leonid Safronnikov Aleksandr Knysh | 13 juillet 1991              |                                        | Kiev                 |               |
| 4 × 400 m            | 3 min 3 s 78 | Équipe nationale Mikhail Ratnikov Leonid Vershinin Sergei Kozlov Aleksandr Yelistratov      | 20 juin 2004                 | Coupe d'Europe                         | Plovdiv              |               |

### Femmes
| Épreuve              | Record | Athlète                                                                                     | Date                       | Compétition                                | Lieu              | Réf.   |
| -------------------- | --- | ------------------------------------------------------------------------------------------- | -------------------------- | ------------------------------------------ | ----------------- | ------ |
| 100 m                | 10 s 92 (+0,1 m/s) | Yuliya Nyestsyarenka                                                                        | 21 août 2004               | Jeux olympiques                            | Athènes           | [ 17 ] |
| 200 m                | 22 s 68 (+0,3 m/s) | Natallia Safronnikava                                                                       | 24 juin 2001               | Coupe d'Europe                             | Brême             |        |
| 400 m                | 50 s 31 | Ilona Vusovich                                                                              | 27 août 2007               | Championnats du monde                      | Osaka             | [ 18 ] |
| 800 m                | 1 min 56 s 24 1 min 56 s 1 | Ravilya Agletdinova-Kotovich                                                                | 1er août 1985 21 août 1982 | Championnats d'URSS x                      | Leningrad Podolsk | [ 20 ] |
| 1 500 m              | 3 min 58 s 40 | Ravilya Agletdinova-Kotovich                                                                | 18 août 1985               | Coupe d'Europe                             | Moscou            |        |
| 3 000 m              | 8 min 32 s 89 | Alesia Turava                                                                               | 6 juillet 2001             | Meeting Areva                              | Saint-Denis       |        |
| 5 000 m              | 14 min 47 s 75 | Volha Krautsova                                                                             | 13 août 2005               | Championnats du monde                      | Helsinki          | [ 21 ] |
| 10 000 m             | 31 min 42 s 02 | Yekaterina Khramenkova                                                                      | 2 août 1988                | Championnats d'URSS                        | Kiev              |        |
| Semi-marathon        | 1 h 10 min 57 s | Volha Mazuronak                                                                             | 24 mars 2018               | Championnats du monde de semi-marathon     | Valence           |        |
| Marathon             | 2 h 23 min 54 s | Volha Mazuronak                                                                             | 24 avril 2016              | Marathon de Londres                        | Londres           | [ 22 ] |
| 100 m haies          | 12 s 41 (+0,5 m/s) | Alina Talay                                                                                 | 31 mai 2018                | Mémorial Liese Prokop                      | Sankt-Pölten      | [ 23 ] |
| 400 m haies          | 53 s 11 | Tatyana Ledovskaya                                                                          | 29 août 1991               | Championnats du monde                      | Tokyo             |        |
| 3 000 m steeple      | 9 min 16 s 51 | Alesia Turava                                                                               | 27 juillet 2002            |                                            | Gdańsk            |        |
| Saut en hauteur      | 2,00 m | Tatyana Shevchik Karyna Taranda                                                             | 14 mai 1993 5 juillet 2019 | Athletissima (Taranda)                     | Gomel Lausanne    |        |
| Saut à la perche     | 4,75 m | Iryna Zhuk                                                                                  | 1er juillet 2023           | Tournoi républicain "Nous sommes ensemble" | Brest             | [ 24 ] |
| Saut en longueur     | 7,39 m (+0,5 m/s) | Yelena Belevskaya                                                                           | 18 juillet 1987            | Championnats d'URSS                        | Briansk           | [ 20 ] |
| Triple saut          | 14,85 m (+0,4 m/s) | Viyaleta Skvartsova                                                                         | 22 mai 2024                | Interclubs de Russie                       | Sotchi            | [ 25 ] |
| Lancer du poids      | 21,09 m | Nadzeya Astapchuk                                                                           | 21 juillet 2005            | M. Ovsyanik Memorial                       | Minsk             |        |
| Lancer du disque     | 71,58 m | Elina Zverava                                                                               | 12 juin 1988               | Mémorial Znamensky                         | Leningrad         |        |
| Lancer du marteau    | 77,32 m | Aksana Miankova                                                                             | 29 juin 2008               | Olympic Prizes                             | Minsk             |        |
| Lancer du javelot    | 67,47 m | Tatsiana Khaladovich                                                                        | 7 juin 2018                | Bislett Games                              | Oslo              | [ 26 ] |
| Heptathlon           | 6 635 pts | Svetlana Buraga                                                                             | 16–17 août 1993            | Championnats du monde                      | Stuttgart         |        |
| Heptathlon           | 12 s 95 (+0,1 m/s) (100 m haies), 1,84 m (hauteur), 14,55 m (poids), 23 s 69 (0,0 m/s) (200 m) / 6,58 m (-0,2 m/s) (longueur), 41,04 m (javelot), 2 min 13 s 65 (800 m) |                                                                                             |                            |                                            |                   |        |
| 20 km marche (route) | 1 h 26 min 11 s | Ryta Turava                                                                                 | 15 avril 2006              | Championnats de Biélorussie                | Niasvij           |        |
| 4 × 100 m            | 42 s 56 | Équipe nationale Yuliya Nyestsyarenka Natallia Salahub Alena Newmyarzhytskaya Aksana Drahun | 13 août 2005               | Championnats du monde                      | Helsinki          | [ 27 ] |
| 4 × 400 m            | 3 min 21 s 85 | Équipe nationale Anna Kozak Iryna Khliustava Ilona Vusovich Sviatlana Vusovich              | 23 août 2008               | Jeux olympiques                            | Pékin             | [ 29 ] |
| 4 × 400 m            | 3 min 21 s 88 | Équipe nationale Yulianna Yuschanka Iryna Khliustava Ilona Vusovich Sviatlana Vusovich      | 2 septembre 2007           | Championnats du monde                      | Osaka             | [ 29 ] |

## Salle

### Hommes
| Discipline       | Performance    | Athlète                                                         | Compétition                                             | Lieu                  | Date                            |
| ---------------- | -------------- | --------------------------------------------------------------- | ------------------------------------------------------- | --------------------- | ------------------------------- |
| 60 m             | 6 s 60         | Maksim Lynsha                                                   | Championnats de Biélorussie universitaire en salle      | Mahiliow              | 15 février 2008                 |
| 200 m            | 21 s 14        | Aliaksandr Linnik                                               | Tyson Invitational Championnats de Biélorussie en salle | Fayetteville Mahiliow | 11 février 2012 21 février 2015 |
| 400 m            | 46 s 78        | Aliaksandr Linnik                                               | Championnats d'Europe en salle                          | Prague                | 6 mars 2015                     |
| 800 m            | 1 min 45 s 9   | Andrey Sudnik                                                   |                                                         | Moscou                | 17 février 1991                 |
| 1 000 m          | 2 min 19 s 27  | Ivan Komar                                                      | Erfurt Indoor '99                                       | Erfurt                | 3 février 1999                  |
| 1 500 m          | 3 min 38 s 97  | Azat Rakipov                                                    | Sparkassen Cup                                          | Stuttgart             | 7 février 1993                  |
| Mile             | 4 min 02 s 72  | Azat Rakipov                                                    | Russian Winter                                          | Moscou                | 2 février 1992                  |
| 3 000 m          | 7 min 45 s 50  | Aleksandr Fedotkin                                              | Championnats d'Europe en salle                          | Vienne                | 25 février 1979                 |
| 5 000 m          | 13 min 37 s 19 | Aleksandr Fedotkin                                              |                                                         | Milan                 | 10 mars 1983                    |
| 60 m haies       | 7 s 58         | Yuriy Chervanyov                                                | Championnats d'Europe en salle                          | Sindelfingen          | 2 mars 1980                     |
| Saut en hauteur  | 2,37 m         | Maksim Nedasekau                                                | Championnats d'Europe en salle                          | Toruń                 | 7 mars 2021                     |
| Saut à la perche | 5,85 m         | Dmitriy Markov                                                  | Championnats d'Europe en salle                          | Stockholm             | 9 mars 1996                     |
| Saut en longueur | 8,10 m         | Aleksandr Glavatskiy                                            |                                                         | Gomel                 | 15 janvier 1994                 |
| Triple saut      | 17,39 m        | Aleksandr Leonov                                                |                                                         | Volgograd             | 12 février 1988                 |
| Lancer du poids  | 21,46 m        | Sergey Kasnauskas                                               |                                                         | Moscou                | 17 février 1984                 |
| Heptathlon       | 6 303 points   | Andrei Krauchanka                                               | Championnats du monde en salle                          | Sopot                 | 7-8 mars 2014                   |
| 4 × 400 m        | 3 min 12 s 69  | Dzmitry Poluyan Mikita Yakovlev Andrey Syritsa Andrey Katershal | Championnats de Biélorussie en salle                    | Mahiliow              | 12 février 2011                 |

### Femmes
| Discipline       | Performance   | Athlète                                                             | Compétition                          | Lieu       | Date            |
| ---------------- | ------------- | ------------------------------------------------------------------- | ------------------------------------ | ---------- | --------------- |
| 60 m             | 7 s 04        | Natalya Safronnikova                                                | Championnats de Biélorussie en salle | Minsk      | 21 février 2001 |
| 200 m            | 22 s 91       | Natalya Safronnikova                                                | Championnats du monde en salle       | Birmingham | 14 mars 2003    |
| 400 m            | 50 s 55       | Svetlana Usovich                                                    | Championnats d'Europe en salle       | Madrid     | 5 mars 2005     |
| 800 m            | 1 min 59 s 31 | Natalya Dukhnova                                                    | Championnats du monde en salle       | Paris      | 9 mars 1997     |
| 1 000 m          | 2 min 35 s 89 | Natalya Dukhnova                                                    | Birmingham Indoor Grand Prix         | Birmingham | 10 février 1996 |
| 1 500 m          | 4 min 04 s 42 | Alesya Turova                                                       | XL Galan                             | Stockholm  | 12 février 2004 |
| 3 000 m          | 8 min 48 s 02 | Svetlana Kudelich                                                   | Championnats d'Europe en salle       | Prague     | 7 mars 2015     |
| 60 m haies       | 7 s 85        | Alina Talay                                                         | Championnats d'Europe en salle       | Prague     | 6 mars 2015     |
| Saut en hauteur  | 1,98 m        | Tatyana Shevchik                                                    | Sparkassen Cup                       | Stuttgart  | 7 février 1993  |
| Saut à la perche | 4,77 m        | Iryna Zhuk                                                          | Perche en Or                         | Tourcoing  | 5 février 2022  |
| Saut en longueur | 7,01 m        | Yelena Belevskaya                                                   |                                      | Moscou     | 14 février 1987 |
| Triple saut      | 14,48 m       | Kseniya Dzetsuk                                                     | Coupe de Biélorussie                 | Gomel      | 27 janvier 2012 |
| Lancer du poids  | 20,56 m       | Nadzeya Astapchuk                                                   |                                      | Minsk      | 24 février 2003 |
| Pentathlon       | 4 850 pts     | Natalya Sazanovich                                                  | Championnats du monde en salle       | Lisbonne   | 9 mars 2001     |
| 4 × 400 m        | 3 min 27 s 83 | Yulianna Yuschanka Iryna Khliustava Sviatlana Usovich Ilona Usovich | Championnats d'Europe                | Birmingham | 4 mars 2017     |